# Jardín Botánico de Gorno-Altai

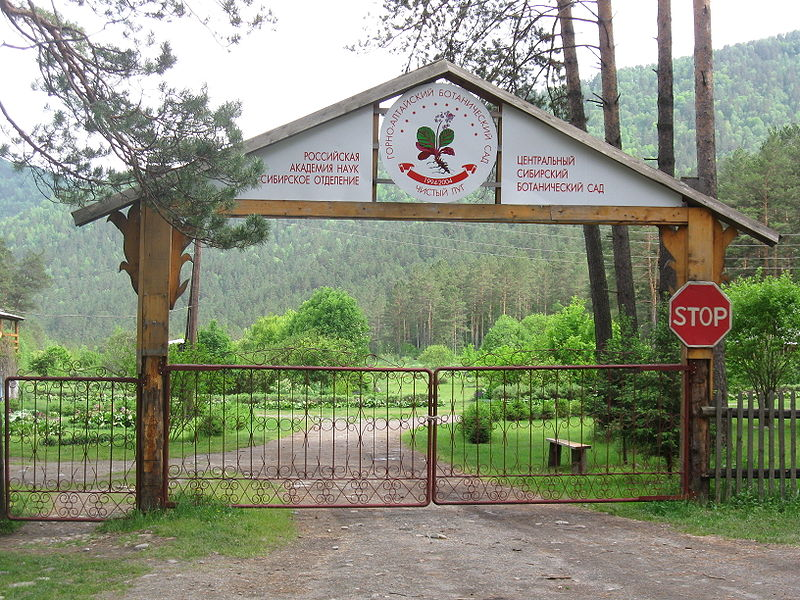
Puerta de entrada del Jardín Botánico de Gorno-Altai.

Jardín Botánico de Gorno-Altai o el nombre completo del jardín Jardín Botánico, Sucursal de Siberia de la Academia Rusa de las Ciencias de Gorno-Altai rama de la Siberia Central (en ruso: «Горно-Алтайский ботанический сад» Алтайский филиал Центрального сибирского ботанического сада Сибирского отделения Российской академии наук. Es un jardín botánico y arboreto situado cerca del pueblo de Kamlak en zona Shebalinskiy de la República de Altái. Su código de reconocimiento internacional como institución botánica, así como las siglas de su herbario es GORNO.

## Localización
El Jardín Botánico está a 77 km de Gorno-Altaisk, cerca de las vías Chui en Tracts "Shishkular-Kata" (Trama de Pradera), que tiene la condición de un monumento natural de la República de Altái.51°36′18″N 85°39′7″E / 51.60500, 85.65194
Botanical Garden Gorno-Altai, Institute of Gorno-Altai Autonomous Region, Gorno-altaysk, Russian Federation-Rusia

## Historia
El jardín fue fundado en 1994.

## Colecciones
Entre sus colecciones son de destacar:

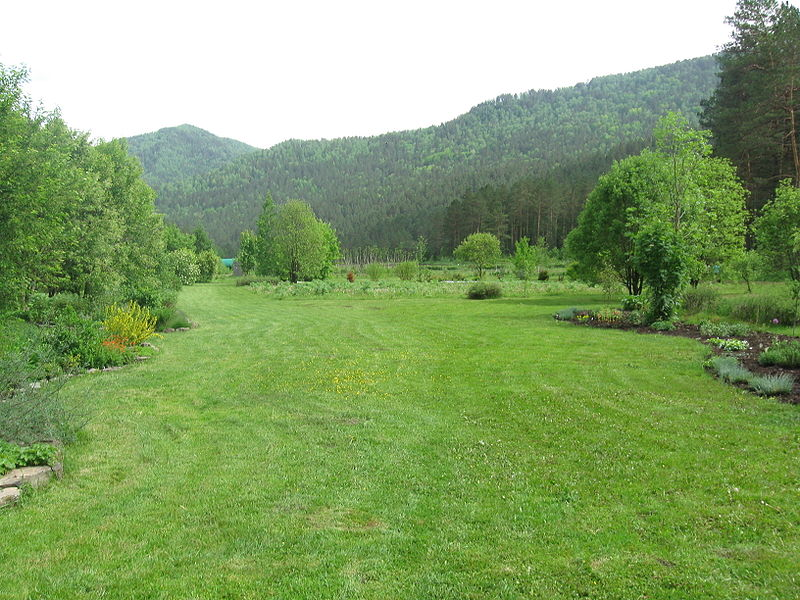
Vista del Jardín Botánico de Gorno-Altai.

- Colección de plantas de las diferentes regiones de las montañas de Altái, en el 2009, la colección consta de más de 1500 especies, formas, y variedades de plantas.
- Colección del género Rosa,
- Invernaderos con colección de Cactaceae y otras suculentas (tales como Agave, Euphorbia, Kalanchoe, Stapelia, Sansevieria),
- Paeonias,
- Lilium,
- Syringa,
- Iris,
- Colección de Flora de Kazajistán,
- Colección de la Flora de Europa,
- Colección de la Flora de América,
- Colección de la Flora de Extremo Oriente,
- Colección de la Flora de Asia,
- Plantas medicinales,
- Coníferas, y Podocarpus,

## Turismo
El Jardín Botánico es visitado de forma activa por los turistas. Se cobra entrada al jardín botánico y tarifa de fotografías. En el jardín se pueden comprar semillas y plántulas de las plantas que se cultivan, así como bebidas. 